# Livingstonite
La livingstonite (simbolo IMA: Lst) è un minerale piuttosto raro appartenente alla famiglia dei "solfuri e solfosali" con composizione chimica HgSb4S6.(S2)

## Etimologia e storia
La livingstonite è stata chiamata in questo modo da Mariano Barcena nel 1874 in onore di David Livingstone (19 marzo 1813, Blantyre, South Lanarkshire, Scozia - 1 maggio 1873, Chief Chitambo's Village, Zambia), l'esploratore e missionario africano, deceduto l'anno prima che il minerale fosse descritto.

## Classificazione
La livingstonite è stata scoperta e descritta come specie minerale nel 1874, molto prima dell'istituzione dell'Associazione Mineralogica Internazionale (IMA) e della sua commissione per la nomenclatura dei minerali (CNMMN), motivo per cui il minerale è considerato essere grandfathered (G).
Nella classica nona edizione della sistematica dei minerali di Strunz, aggiornata dall'IMA fino al 2009, la livingstonite è elencata nella classe "2. Solfuri e solfosali (solfuri, seleniuri, tellururi; arseniuri, antimoniuri, bismuturi; solfoarseniuri, solfoantimonuri, solfobismuturi, ecc.)" e nella sottoclasse "2.H Solfosali di archetipo SnS"; questa è ulteriormente suddivisa in base all'eventuale presenza di alcuni metalli, in modo da trovare la livingstonite nella sezione "2.HA Con Cu, Ag, Fe (senza Pb)" dove è l'unico membro del sistema nº 2.HA.15.
Nell'edizione successiva, proseguita dal database "mindat.org" e chiamata Classificazione Strunz-mindat, la classe "2. Solfuri e solfosali" viene riorganizzata e suddivisa in modo differente: la livingstonite è in questa edizione assegnata alla sottoclasse "2.J Solfosali di archetipo PbS" e da lì alla sezione "2.JA. Derivati della galena con poco o nessun Pb" dove il minerale è l'unico membro del sistema nº 2.JA.05i.
Anche nella Sistematica dei lapis (Lapis-Systematik) di Stefan Weiß la livingstonite si trova nella classe dei "solfuri e solfosali" e da lì nella sottoclasse dei "solfosali (S : As,Sb,Bi = x)"; questa viene suddivisa più finemente in base alla struttura del minerale in modo da trovare la livingstonite nella sezione dei "solfosali con tallio/mercurio predominante (x=4,0 - 1,6)" dove insieme a edenharterite, grumiplucite, hutchinsonite, jentschite, lorándite, richardsollyite, simonite, tvalchrelidzeite, vaughanite, vrbaite e weissbergite forma il sistema nº II/E.13.
Stesso discorso per la classificazione dei minerali secondo Dana, usata principalmente nel mondo anglosassone: la livingstonite è nella famiglia dei "solfuri e solfosali" e nella classe dei "solfosali con rapporto z/y = 2 e composizione (A+)i(A2+)j[ByCz], A = metalli, B = semimetalli, C = non metalli"; qui è nella sezione 03.07.11, che occupa insieme alla grumiplucite.

## Abito cristallino
La livingstonite cristallizza nel sistema monoclino con il gruppo spaziale A2/a con i parametri reticolari a = 30,1543(10) Å, b = 3,9953(2) Å, c = 21,4262(13) Å e β = 104,265(1)°, oltre a 8 unità di formula per cella unitaria.

## Origine e giacitura
La livingstonite è stata trovata nelle vene idrotermali a bassa temperatura; la paragenesi è con cinabro, stibnite, zolfo e gesso.
La livingstonite è un minerale piuttosto raro ed è stato trovato solo in pochi siti: la sua località tipo, Huitzuco (Stato di Guerrero, Messico); le contee di Howard e di Pike (Arkansas) e le contee di Nye e di Pershing (Nevada); negli oblast' di Čeljabinsk e di Sverdlovsk (Russia); nella contea di Yancowinna (Australia) e nel distretto di Whangarei (Nuova Zelanda); nel distretto di Kadamžaj (Kirghizistan); nella contea di Xinghai (Cina); a Wiesloch (Baden-Württemberg) e Obermoschel (Renania-Palatinato) (in Germania); a Crémenes e Maraña (Spagna); nella miniera "Matsuo" presso Hachimantai (prefettura di Iwate, in Giappone).
In Italia è stata trovata solo nelle cave ai Fantiscritti (provincia di Massa-Carrara, Toscana).

## Forma in cui si presenta in natura
La livingstonite si presenta come aghi allungati lungo [010] con dimensioni fino a 12 cm, ma anche come aghi fibrosi, massicci, colonnari o in masse globulari e aghi intrecciati.
Il colore del minerale è grigio-nerastro con lucentezza da adamantina a semi metallica con aspetto da traslucido a opaco. Il colore del suo striscio sulla mattonella di prova è rosso.

## Caratteristiche chimico-fisiche
La livingstonite è solubile acido nitrico (HNO3) caldo ed è un minerale piuttosto morbido, con durezza Mohs 2.